# Unken
Unken är en kommun i distriktet Zell am See i förbundslandet Salzburg i Österrike. Den gränsar i väster, norr och öster till Bayern i Tyskland. Kommunen har 2 027 invånare (2024) och består av fem orter (Ortschaften) (inom parentes invånarantal 1 januari 2024):
- Gföll (237)
- Niederland (864)
- Reit (196)
- Unken (537)
- Unkenberg (193)